# Dave Langevin
David Richard „Dave“ Langevin (* 15. Mai 1954 in Saint Paul, Minnesota) ist ein ehemaliger US-amerikanischer Eishockeyspieler und -trainer, der im Verlauf seiner aktiven Karriere zwischen 1972 und 1987 unter anderem 600 Spiele für die New York Islanders, Minnesota North Stars und Los Angeles Kings in der National Hockey League sowie 239 weitere für die Edmonton Oilers in der World Hockey Association auf der Position des Verteidigers bestritten hat. In Diensten der New York Islanders gewann Langevin zwischen 1980 und 1983 viermal in Folge den Stanley Cup. Darüber hinaus bestritt der einmalige Teilnehmer am NHL All-Star Game für die Eishockeynationalmannschaft der Vereinigten Staaten die Weltmeisterschaft 1976 und den Canada Cup 1981. Für seine Verdienste um den Eishockeysport in den Vereinigten Staaten wurde er im Jahr 1993 in die United States Hockey Hall of Fame aufgenommen.

## Karriere
Langevin besuchte vom Ende der 1960er- bis zum Anfang der 1970er-Jahre die Hill-Murray School in Maplewood im Bundesstaat Minnesota. Von dort zog es ihn im Sommer 1972 an die University of Minnesota Duluth, wo er für die folgenden vier Jahre seinem Studium nachging. Der Verteidiger spielte parallel dazu für die Universitätsmannschaft in der Western Collegiate Hockey Association, einer Division im Spielbetrieb der National Collegiate Athletic Association. Für die Mannschaft absolvierte Langevin im Verlauf der vier Jahre insgesamt 142 Partien, in denen ihm 107 Scorerpunkte gelungen waren. Zudem wurde er im Jahr 1976 ins Second All-Star-Team der Division berufen. Das Talent des Defensivspielers war bereits nach seinem zweiten Jahr am College den Franchises der National Hockey League und World Hockey Association aufgefallen. So wurde er sowohl im NHL Amateur Draft 1974 in der siebten Runde an 112. Stelle von den New York Islanders aus der NHL als auch den Edmonton Oilers aus der mit der NHL konkurrierenden WHA ausgewählt.
Nach dem Abschluss seines Studiums entschied sich der US-Amerikaner jenseits der Grenze zu wechseln und unterschrieb einen Vertrag bei den Edmonton Oilers, bei denen er – beginnend mit der Saison 1976/77 – aufs Eis ging. An der Seite von Wayne Gretzky erreichte der Abwehrspieler am Ende der Spielzeit 1978/79 die Finalserie um die Avco World Trophy, wo die Mannschaft aber den Winnipeg Jets unterlag. Mit 27 Scorerpunkten in 77 Einsätzen wurde Langevin ins WHA Second All-Star Team gewählt. Im Anschluss an das Spieljahr stellte die WHA den Spielbetrieb ein, und die Oilers gehörten zu den wenigen Franchises, die zur Saison 1979/80 in die NHL aufgenommen wurden. Beim Wechsel in die NHL beharrten die New York Islanders allerdings auf ihre im Jahr 1974 erworbenen Transferrechte an dem Spieler, so dass dieser im Juni 1979 im Vorfeld des NHL Expansion Draft 1979 zu den Islanders wechselte.
Der Wechsel sollte sich für Langevin auszahlen, da die New York Islanders zum dominierenden Team der frühen 1980er-Jahre avancierten. Zwischen 1980 und 1983 gewann die Mannschaft mit Langevin als Stammspieler im Kader viermal in Folge den Stanley Cup. Dabei konnte der Verteidiger pro Jahr um die 20 Scorerpunkte zum Erfolg der Mannschaft beisteuern. Im Jahr 1983 wurde er zudem zum einzigen Mal zum NHL All-Star Game eingeladen. Als die Islanders ab dem Sommer 1985 damit begannen, ihr alterndes Team zu verjüngen, gehörte der Defensivspieler nach sechs Jahren im Trikot der Mannschaft auch zu den Spielern, die diesen strukturellen Veränderungen zum Opfer fielen. Im Oktober 1985 wurde er im Rahmen des NHL Waiver Drafts von den Minnesota North Stars ausgewählt, wo er sein letztes komplettes NHL-Jahr verbrachte.
Nachdem sein auslaufender Vertrag im Sommer 1986 nicht verlängert worden war, befand sich Langevin als Free Agent bis in den Spätwinter 1987 hinein auf der Suche nach einem neuen Arbeitgeber. Diesen fand er im Februar 1987 in den Los Angeles Kings, für die er bis zum Ende der Saison 1986/87 elf Spiele absolvierte. Ebenso kam er zehnmal für das Farmteam New Haven Nighthawks in der American Hockey League zum Einsatz. Am Saisonende gab Langevin im von 33 Jahren seinen Rücktritt vom aktiven Sport bekannt. In der Folge ging Langevin zahlreichen Anstellungen als Trainer nach. Zunächst war er zwischen 1987 und 1989 als Cheftrainer an der Tartan High School beschäftigt. Seinen ersten Posten als Cheftrainer auf professioneller Ebene hatte er in der Saison 1992/93 bei den St. Paul Fighting Saints aus der American Hockey Association inne. Die Liga stellte jedoch vor Beendigung ihrer einzigen Spielzeit den Spielbetrieb ein. Erst im Spieljahr 1997/98 trat der US-Amerikaner als Cheftrainer der Idaho Steelheads aus der West Coast Hockey League wieder in Erscheinung. Zuletzt war er zwischen 2010 und 2016 als Assistenztrainer an der Edina High School angestellt. Für seine Verdienste um den Eishockeysport in den Vereinigten Staaten wurde er im Jahr 1993 in die United States Hockey Hall of Fame aufgenommen.

### International
Auf internationaler Ebene bestritt Langevin mit der Eishockeynationalmannschaft der Vereinigten Staaten die Weltmeisterschaft 1976 im polnischen Katowice und den Canada Cup 1981. Dabei belegte er mit dem US-amerikanischen Team bei beiden Turnieren den vierten Rang und landete somit jeweils knapp außerhalb der Medaillenränge. In insgesamt 16 Einsätzen bei internationalen Turnieren erzielte er ein Tor und bereitete ein weiteres vor.

## Erfolge und Auszeichnungen
| - 1976 WCHA Second All-Star Team - 1979 WHA Second All-Star Team - 1980 Stanley-Cup-Gewinn mit den New York Islanders - 1981 Stanley-Cup-Gewinn mit den New York Islanders | - 1982 Stanley-Cup-Gewinn mit den New York Islanders - 1983 Teilnahme am NHL All-Star Game - 1983 Stanley-Cup-Gewinn mit den New York Islanders - 1993 Aufnahme in die United States Hockey Hall of Fame |

## Karrierestatistik

### International
Vertrat die USA bei:
- Weltmeisterschaft 1976
- Canada Cup 1981

(Legende zur Spielerstatistik: Sp oder GP = absolvierte Spiele; T oder G = erzielte Tore; V oder A = erzielte Assists; Pkt oder Pts = erzielte Scorerpunkte; SM oder PIM = erhaltene Strafminuten; +/− = Plus/Minus-Bilanz; PP = erzielte Überzahltore; SH = erzielte Unterzahltore; GW = erzielte Siegtore; 1 Play-downs/Relegation; Kursiv: Statistik nicht vollständig)